# Carterica pygmaea
Carterica pygmaea là một loài bọ cánh cứng trong họ Cerambycidae.